# Siim Tenno
Siim Tenno (* 4. srpna 1990) je estonský fotbalový záložník a reprezentant, momentálně hrající nižší německou ligu za klub MTV Gifhorn.